# Liz Starkie
Elizabeth Starkie detta Liz (31 agosto 1938) è un'ex tennista britannica.

## Carriera
Ha raggiunto i quarti di finale agli Australian Championships 1963 venendo sconfitta in tre set da Lesley Turner, nel doppio femminile è avanzata fino alle semifinali una prima volta al Roland Garros 1961 insieme a Mimi Arnold e due anni dopo in Australia in coppia con Judy Tegart.
Ha rappresentato la Gran Bretagna sia in Wightman Cup tra il 1962 e il 1966 che in Fed Cup nel 1966.